# Neologe Synagoge (Arad)

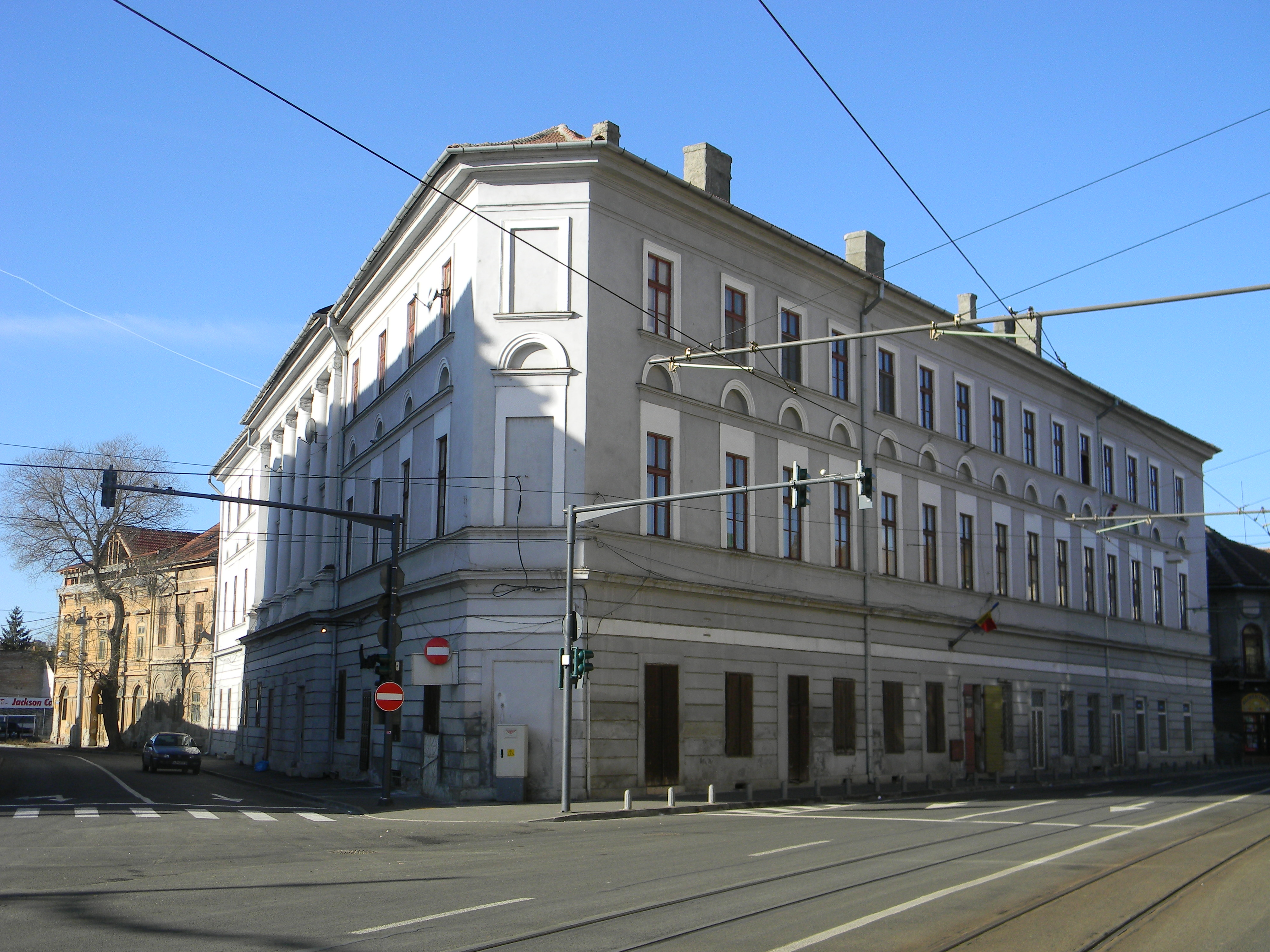
Die eigentliche Synagoge ist hinten in den Winkel eines Wohn- und Geschäftshauses hineingebaut

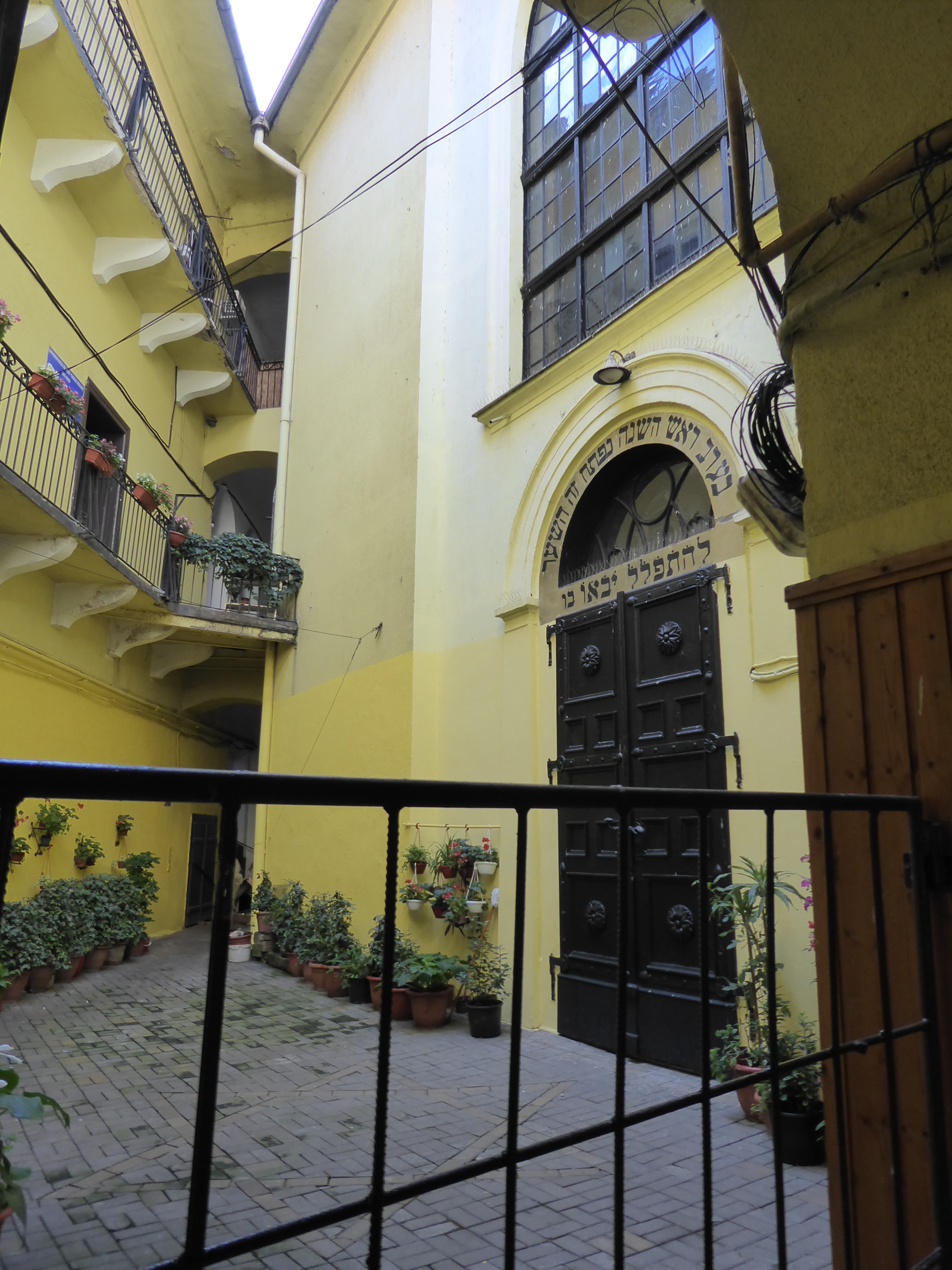
Innenfassade mit dem kleinen Innenhof

Die Neologe Synagoge (rumänisch Sinagoga Neologă) in Arad, einer Stadt im äußersten Südwesten Rumäniens wurde von 1827 bis 1834 gebaut. Sie wird auch heute noch als Synagoge und Wohnhaus genutzt.

## Geschichte
Juden wohnten seit dem frühen 18. Jahrhundert in Arad. Die Stadt war ein Zentrum des ungarischen Reformjudentums, das als Neologisches Judentum bekannt ist. In 1828 hatte die Gemeinde 812 Mitglieder und die damalige hölzerne Synagoge war zu klein geworden. Deshalb entwarf der Architekt und Bürgermeister Chaim Domokos eine neue Synagoge, die 1834 eröffnet wurde. Sie hat über 1000 Sitzplätze. Zu dieser Zeit war der Reformrabbiner Aron Chorin (1766–1844) einflussreich in der Gemeinde. Vor dem Zweiten Weltkrieg lebten mehr als 10.000 Juden in der Stadt, von denen viele den Holocaust überlebten. Durch Emigration, hauptsächlich nach Israel, leben aber heute nur noch etwa 300 von ihnen in Arad. Diese nutzen die Synagoge noch heute.

## Architektur
Die Synagoge hat eine unübliche Dreiecksform und ist von Außen nicht als Synagoge erkennbar. Der Zugang erfolgt durch einen vom Gebäude umschlossenen kleinen Innenhof von wenigen Quadratmetern Größe oder durch die nach der Synagoge benannte Hinterstraße. Neben dem ebenerdigen Hauptraum gibt es auch die sogenannten Frauenemporen auf zwei Stockwerken.
Ein großes Fenster mit Rundbogen dominiert die Südseite. Die Kuppel ist mit einer Rosette mit Davidstern und zwölf gemalten Fenstern verziert. Der Toraschrein wird von zwei Säulenpaaren eingerahmt. Die Bima steht davor, und nicht in Raummitte, wie es in den Synagogen des Orthodoxen Judentums üblich ist. Bemerkenswert ist auch die Orgel, die noch immer in einem guten Zustand ist. Orgeln in Synagogen sind ein weiteres Merkmal des Reformjudentums.